# Spanje op de Olympische Zomerspelen 1960
Spanje nam deel aan de Olympische Zomerspelen 1960 in Rome, Italië. In tegenstelling tot vier jaar eerder werd weer een medaille gewonnen. Brons door de hockeyploeg.

## Medailles

### 3Brons
- Pedro Amat, Francisco Caballer, Juan Calzado, José Colomer, Carlos del Coso, José Dinarés, Eduardo Dualde, Joaquin Dualde, Rafael Egusquiza, Ignacio Macaya, Pedro Murúa, Pedro Roig, Luis Usoz en Narciso Ventalló — Hockey, mannentoernooi

## Resultaten en deelnemers per onderdeel

### Basketbal

#### Mannentoernooi
- Voorronde (Groep D)
  - Versloeg Uruguay (77-72)
  - Verloor van Filipijnen (82-84)
  - Versloeg Polen (75-63)
- Eerste klassificatieronde (9-16e plaats)
  - Verloor van Mexico (66-80)
  - Verloor van Frankrijk (40-78)
  - Versloeg Japan (66-64)
- Tweede klassificatieronde (13-16e plaats)
  - Verloor van Puerto Rico (65-75)
  - Versloeg Bulgarije (2-0 opgave) → 14e plaats
- Spelers
  - Agustín Bertomeu
  - Alfonso Martínez
  - Emiliano Rodríguez
  - Frankrijksc Buscató
  - Jesús Codina
  - Joaquín Enseñat
  - Jorge Guillén
  - Josep Lluís Cortés
  - José Nora
  - Juan Martos
  - Miguel Ángel González
  - Santiago Navarro

Afghanistan · Argentinië · Australië · Bahama's · België · Bermuda · Birma · Brazilië · Brits-Guiana · Bulgarije · Canada · Ceylon · Chili · Colombia · Cuba · Denemarken · Duits eenheidsteam · Ethiopië · Fiji · Filipijnen · Finland · Frankrijk · Ghana · Griekenland · Groot-Brittannië · Haïti · Hongarije · Hongkong · Ierland · IJsland · India · Indonesië · Irak · Iran · Israël · Italië · Japan · Joegoslavië · Kenia · Libanon · Liberia · Liechtenstein · Luxemburg · Malakka · Malta · Marokko · Mexico · Monaco · Nederland · Nederlandse Antillen · Nieuw-Zeeland · Nigeria · Noorwegen · Oeganda · Oostenrijk · Pakistan · Panama · Peru · Polen · Portugal · Puerto Rico · Roemenië · San Marino · Singapore · Soedan · Sovjet-Unie · Spanje · Suriname · Taiwan · Thailand · Tsjecho-Slowakije · Tunesië · Turkije · Uruguay · Venezuela · Verenigde Arabische Republiek · Verenigde Staten · Vietnam · West-Indische Federatie · Zuid-Afrika · Zuid-Korea · Zuid-Rhodesië · Zweden · Zwitserland